# Амстердамский зоопарк
Амстердамский зоопарк Artis расположен в центре Амстердама, Нидерланды. Это старейший зоопарк в стране, основанный в 1838 году. Полное наименование — «Natura Artis Magistra», что переводится с латыни как «Природа — наставница искусства».
В зоопарке содержится более 6000 животных, относящихся к 700 видам. Кроме клеток и вольеров, на территории зоопарка находятся планетарий, детская ферма, большой аквариум, теплица, геологический и зоологический музеи, рассказывающие о флоре и фауне Нидерландов; до 1910 находился и этнографический музей. С 2014 года в состав зоопарка входит единственный в мире музей микроорганизмов Micropia.